# آنا-لنا استولزه
آنا-لنا استولزه (انگلیسی: Anna-Lena Stolze؛ زادهٔ ۸ ژوئیهٔ ۲۰۰۰) بازیکن فوتبال اهل آلمان است.
از باشگاه‌هایی که در آن بازی کرده‌است می‌توان به باشگاه فوتبال وولفسبورگ اشاره کرد.
وی همچنین در تیم‌های ملی فوتبال Germany women's national youth football team، و Germany women's national youth football team، و Germany women's national youth football team، و Germany women's national youth football team، بازی کرده‌است.